# 驱张运动 (张干)
驱张运动是指毛泽东在湖南第一师范学院读书时领导的一场学生运动，驱逐当时的一师校长张干，最终以张干被免职收场。

## 导火索
1915年，袁世凯的手下汤芗铭主政湖南，担任湖南布政使，督理湖南军务将军，对湖南实行高压政策，大肆逮捕異議分子，镇压民主运动，收缩言论、出版、集会结社自由。:164-190汤芗铭下令第一师范写“论袁大总统英明之中日亲善政策”，遭到第一师范校长孔昭绶的抵制，孔昭绶便成为汤芗铭的眼中钉，一日，汤芗铭派兵去一师，宣布“第一师范的师生人等，给我听清楚了，湖南将军汤大帅有令，文匪孔昭绶，目无国法，包藏祸心，蛊惑学生，对抗政府，着令立即逮捕。凡包庇孔犯昭绶，窝藏卷带者，与孔同罪。煽动闹事，阻碍搜捕者，格杀勿论！”，在第一师范全校师生的协助下，孔昭绶逃出了学校。:164-190
孔昭绶逃离第一师范的事件震惊当时民国教育界，袁世凯下令全国搜索孔昭绶，孔昭绶被迫到上海坐船去日本留学。:164-190
汤芗铭令张干担任一师的新校长，张干吸取前任校长孔昭绶的教训，为了不让学生参与政治运动，没收了毛泽东等人的《青年杂志》等宣传举事的书籍，发布《第一师范增补校规条例》，包括“不得散布谣言，发布传单，或匿名揭帖，鼓动同学，希图扰乱……”同时增加每月月考和作业负荷等，毛泽东愤愤不平，“管天管地，管人拉屎放屁！”:191毛泽东的同窗易永畦体弱多病，加上因保护前校长孔昭绶而被汤芗铭的兵打伤，再加上考试、作业负荷，咳血病逝。:210-213

## 事件
孙中山、黄兴在广州北伐，汤芗铭为了备战，不仅不给一师教育经费，而且下令一师每个学生收取10元用来买子弹、枪炮，遭到毛泽东的抵制，张干为了给一师筹集经费，去和长沙富商陶公（陶斯咏父亲）借钱，陶公痛恨毛泽东，对张干说毛泽东勾引他的女儿陶斯咏（原因是毛泽东和陶斯咏关系很亲密），提出捐钱5000大洋，条件是一师开除毛泽东，张干不愿意拿学生的前途换取经费就作罢了。:201-212
易永畦病逝之后，毛泽东写诗《挽易永畦君》
 去去思君深，思君君不来。愁杀芳年友，悲叹有余哀。衡阳雁声彻，湘滨春溜回。感物念所欢，踯躅南城隈。城隈草萋萋，涔泪侵双题。采采余孤景，日落衡云西。方期沆漾游，零落匪所思。永诀从今始，午夜惊鸣鸡。鸣鸡一声唱，汗漫东皋上。冉冉望君来，握手珠眶涨。关山蹇骥足，飞飙拂灵帐。我怀郁如焚，放歌倚列嶂。列嶂青且茜，愿言试长剑。东海有岛夷，北山尽仇怨。荡涤谁氏子，安得辞浮贱。子期竞早亡，牙琴从此绝。琴绝最伤情，朱华春不荣。后来有千日，谁与共平生。望灵荐杯酒，惨淡看铭旌。惆怅中何寄，江天水一泓。
毛泽东的诗歌引发蔡和森、罗学瓒、萧三、张昆弟等人的情绪，学生在一师礼堂聚集，声讨校长张干，毛泽东提出“永畦不能就这么白死了，不管大家怎么办，我都支持！”张昆弟说，“像张干这样的校长，我们要不要？”同学们随后齐呼“把他赶出去……赶走张干……张干滚出一师……”:214-220张干来到礼堂遭遇到几百学生的谩骂，气通通跑回校长室，写了《开除通告》，一共开除17个学生，毛泽东为榜首，而毛泽东则写了《驱张干书》和《退学申请》，张干请全校老师齐聚，召开紧急校务会议投票表决开除毛泽东，徐特立、方维夏、费尔廉等反对开除学生，结果只有少数票同意，一师资格最老的教师袁吉六来到校长室，张干说，“袁先生，您是一师任教的先生中年纪最大的前辈，开除毛泽东的事情如何决断，就由您来决定吧！”袁吉六说，“张校长若是开除毛泽东，袁某，现在就辞职。”:219袁吉六事后又对师生说，“挽天下危亡者，必期斯人也。”
毛泽东的老师杨昌济在会上说，“我建议，张校长如果坚持开除毛泽东等学生，我们全体教职员工罢课罢工！”张干最终作出让步，给毛泽东等学生记大过处分。面对学校布告栏的通知，同学们再次闹腾，呼吁“张干一日不离校，我们一日不上课！”湖南省教育厅只好把张干免职处理。
面对骑虎难下的状况，张干无奈，离开前说，“当此乱世，我只能压着学生老老实实，压着他们别惹事，我是一校之长，我要顾全大局，我不能让他们再往枪口上撞啊！”:220

## 结果
驱张运动最终以张干被免职走人收场，而毛泽东、蔡和森、张昆弟、萧三等闹事学生仍然留在学校读书，直到毕业。